# Hans Marchwitza
Hans Marchwitza (n. 25 iunie 1890, Piekary Śląskie, Voievodatul Silezia, Polonia – d. 17 ianuarie 1965, Babelsberg, Republica Democrată Germană, Germania) a fost un scriitor și activist comunist german din fosta RDG. A scris romane, nuvele, reportaje cu tematică proletară, care reflectă transformările economico-sociale din primele decenii ale secolului al XX-lea.
A primit Premiul Național al RDG, „Ordinul Karl Marx” și titlul de „Doctor honoris causa” din partea Universității Humboldt din Berlin.

## Scrieri
- 1932: Walzwerk ("Laminorul");
- 1934: Die Kumiaks ("Familia Kumiak");
- 1947: Meine Jugend ("Tinerețea mea");
- 1952: Die Heimkehr der Kumiaks ("Întoarcerea familei Kumiak");
- 1959: Die Kumiaks und ihre Kinder ("Familia Kumiak și copiii săi").